# イヌの交雑

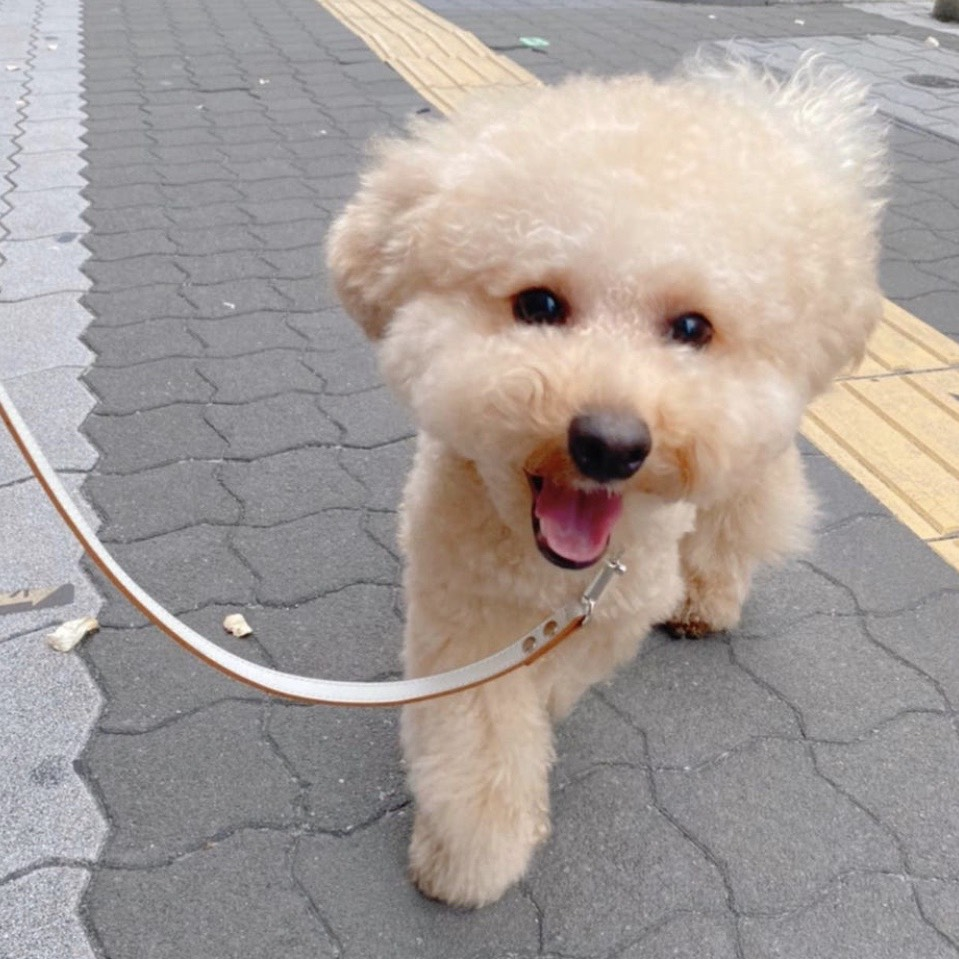
ビションフリーゼとトイプードルのMIX（ビションプー）

イヌの交雑（イヌのこうざつ）は、異なる犬種のイヌが交配（交雑）することである。イヌは同じ種の中でも容貌の多様性が大きく、同じような外見や性質を持った集団が「犬種」として区別されているが、その集団外での交配によって生まれる雑種も数多い。このような雑種には、人間の意図とは無関係な生殖行動によるもの（無作為繁殖犬）もあれば、品種改良や珍しい「犬種」を作り出すために行われる意図的な交雑もある。特に20世紀末からは、複数の純血種の意図的な交配によって生み出されるデザイナー・ドッグ（ミックス犬）が一定の人気を得ている。
異なる犬種間に生まれる犬は一般的には両親の中間的な外見となる。また、雑種強勢により親種が遺伝的にかかりやすい疾患を避けることができ、一般的には病気に対する抵抗力が強いとされる。

## デザイナー・ドッグ
デザイナー・ドッグは2種類以上の純血種のイヌを意図的に交配して作られる交雑種である。ミックス犬等とも呼ばれている。2種類の純血種の意図的な交雑は古くからあり、例えば1960年代から人気のあるコッカープーや、イギリス王室で作られたドーギー等があるが、「デザイナー・ドッグ」という概念は1988年にオーストラリアで作出されたラブラドゥードルを嚆矢とし、その他のさまざまな犬種とプードルを掛けあわせた犬（プードル・ハイブリッド）や、チワワとダックスフントを掛けあわせたチワックス、ダワワ（英：Chihuachshund）、パグとビーグルを掛けあわせたパグル（英: Puggle）等、さまざまな一代交雑種がペットや使役犬として作出され、人気を得ている。また、ラブラドゥードル等、集団内での交配を繰り返して犬種としての確立が目指されているものもある。
純血種の意図的な交雑によって生まれる雑種の中には、使役犬として積極的に交配が行われているものもある。例えば、ラブラドール・レトリーバーとゴールデン・レトリーバーの一代交雑種（F1）は盲導犬や聴導犬、介助犬、災害救助犬、麻薬探知犬、セラピー犬等として活用されている。雄のラブラドール・レトリーバーと雌のゴールデン・レトリーバーの組み合わせによって生まれた犬は必ず短毛となるが、短毛は手入れが楽でユーザーの負担を減らすことが出来、雪がコートに付着して絡まることもないため北国でも飼育しやすく、更に雑種強勢が現れ親種よりも体が丈夫になるというメリットを持っているためである。しかし、F1同士をかけ合わせると短毛の仔犬に混じって長毛の仔犬が生まれるようになり、雑種強勢は個体によってばらつきが出始めてしまうため、使役目的ではF1同士の交配は行われず一代限りで使役される。
その一方で、容姿ばかりを重視して遺伝学的配慮を欠いた繁殖等への批判も強い。専門のブリーダーによる交雑の場合、通常は両親種が遺伝的にかかりやすい病気が無いか考慮して繁殖計画を考案し、交配前検診を経てから繁殖を進めるが、繁殖に関する知識のない一般家庭での交配や、利潤目的に繁殖を行うパピーミル等によって作出された愛玩用のデザイナー・ドッグの場合、こういった点に十分な配慮なく、交配が進められ、さまざまな問題を引き起こすことがある。
例えばチワックスの場合、ダックスフントの長い胴をチワワの細く折れやすい傾向にある脚が支える傾向にあるため、足腰を痛めやすく、椎間板ヘルニアやその他の脊髄疾患や、関節や靭帯を痛めたり、加齢により骨折するリスクが非常に高くなる。また、これに加えて脚が短い場合、歩行困難などのさらに深刻な問題が発生することもある。
また、イヌの品種改良には、通常、複数のつがいを用意して遺伝子プールを広げて作出を行うが、悪質なブリーダーは、時に親と子を掛け合わせるなどの近親交配を行い、狭い遺伝子プールで作出を行う。その結果生まれた個体は遺伝病にかかりやすくなり、結果的に犬質を大きく悪化させることになる。また、劣悪な環境下での過剰繁殖を行う場合もある。
更に命の尊厳の問題がある。交配の結果生まれた個体が、目標とする容姿や性質（スタンダード）にあわない場合、殺処分されることがある。また、作出や販売を辞めた際に売れ残った仔犬やブリーディング・ストック（繁殖用の犬）を保健所送りにしたり、最悪の場合、置き去りにしてえさを与えずに放置して餓死させる等の問題も起きている。このことは動物愛護団体等に衝撃を与え、国によっては犬がこのような境遇に置かれないように徹底した予防と調査が行われ、犬が正常な生活を送れているかなどのチェックが行われた。又、既にこのような状況下に置かれてしまった犬たちの保護も行われ、動物愛護法の改正も行われた。